# Atomflot

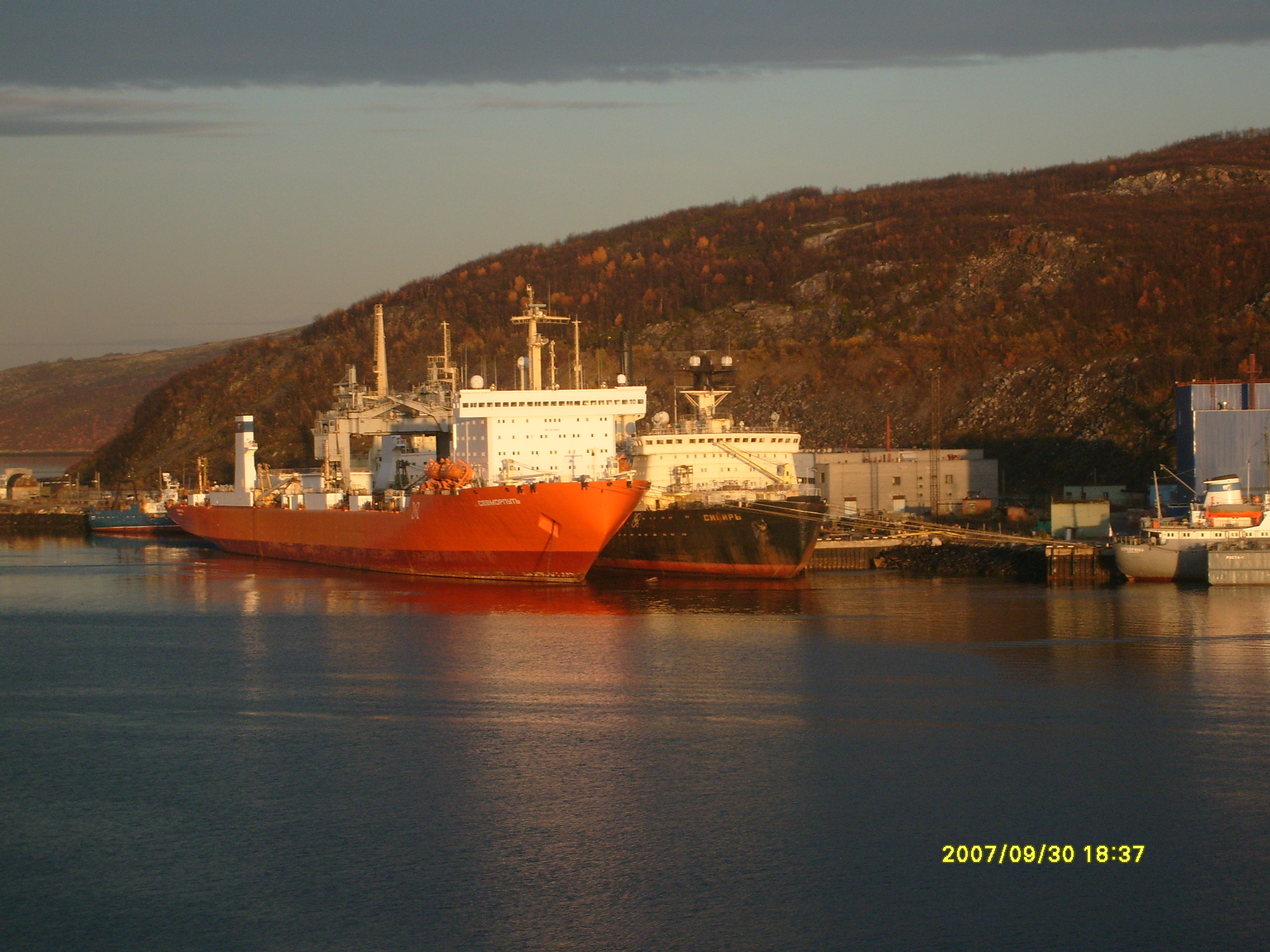
Rosatomflot avec des brise-glaces nucléaires.

Atomflot ou Rosatomflot est une société russe d'État qui possède, gère et maintient les seuls brise-glaces à propulsion nucléaire en service dans le monde. Elle est située à deux kilomètres de la ville de Mourmansk. Les brise-glaces sont exploités commercialement par la Compagnie maritime de Mourmansk mais sous contrôle d'Atomflot, filiale de Rosatom depuis les années 1990.
L'entreprise emploie entre 1 000 à 2 000 personnes et s'est diversifiée à travers la proposition des croisières touristiques dans le grand nord (qui représentent environ 7 % du chiffre d'affaires).
La société possède un navire pour le transport de déchets radioactifs ainsi qu'un autre pour surveiller l'exposition aux rayonnements. 
Il abrite le navire musée Lénine, brise-glace à propulsion nucléaire retiré du service en 1989.